# Hypolimnas bandana
Hypolimnas bandana är en fjärilsart som beskrevs av Hans Fruhstorfer 1912. Hypolimnas bandana ingår i släktet Hypolimnas och familjen praktfjärilar. Inga underarter finns listade i Catalogue of Life.